# بواب (تشريح)
البواب (باللاتينية: Pylorus) هو المنطقة من المعدة التي تتصل بالاثني عشر، وينقسم إلى جزأين:
- غار البواب: يتصل بجسم المعدة.[3][4]
- القناة البوابية: وتتصل بالإثني عشر.

صمام البواب هو حلقة قوية من العضلات الملساء تقع في نهاية القناة البوابية وتسمح بمرور الطعام من المعدة إلى الاثني عشر
وتستقبل تغذية سيمبثاوية من العقد العصبية البطنية.

## علم الأنسجة
تحت المجهر يحتوي البواب على العديد من الغدد، تحتوي الغدد على الخلايا المخاطية والخلايا جي التي تفرز الجاسترين.
يحتوي البواب أيضًا على خلايا جداريّة متناثرة وخلايا عصبيّة صماويّة، وتشمل خلايا الغدد الصماء هذه الخلايا دي التي تطلق السوماتوستاتين والمسؤولة عن إيقاف إفراز الحمض، توجد عضلات غير مخططة وهي لا إرادية بالكامل.

## ضيق البواب
هي حاله تتسبب بغثيان شديد في الأشهر الأولى من الولادة فيها تضيق القناة الموصله من المعدة للاثنى عشر بسبب تضخم العضلات المحيطة بالقناة التي تضيق طبيعيا عندما تكون المعدة فارغه.
لم يحدد بعد إذا كان هذا التضيق سببه الحقيقي عيب خلقي أم تضخم وظيفي للعضلات التي تتطور في الاسابيع الأولى من الولادة
ضيق البواب أيضا يصيب البالغين حيث يكون التضيق سببه ندوب من قرحة المعدة وهي مختلفه عما هي عند الأطفال.

## الفيزيولوجيا المرضية
أنسداد غار البواب المتصل بالمعدة بسبب فشل البواب المتضخم وظيفيا في أفراغ محتويات المعدة إلى الاثنى عشر.
كنتيجه لذلك، كل محتويات المعدة من طعام وإفرازات المعدة الهاضمه لا تخرج إلا على شكل أستفراغ الذي يخرج بطابع كالقذف
لايحتوي الاستفراغ على المادة الصفراء بسبب أن ضيق البواب يمنع من دخول محتويات الاثنى عشر إلى المعدة
وينتج عن هذا فقدان حمض المعدة (حامض الهيدروكلوريك). فقدان الكلورايد ينتج عنه نقص كلوريد الدم الذي يؤدي إلى إفراز ثنائي الكربونات مما ينتج عنه فشل في قدرة الكلى على إخراج ثنائي الكربونات
وهذه عوامل هامه تمنع تصحيح القلويه

## الأسباب
- وجود حالات مماثله في تاريخ العائلة المرضي
- الجنس: في الذكور أكثر من الإناث
- الاستعداد الوراثي
- أستخدام أنواع معينه من الأدوية قد يسببها
- غير معروفه
- ضعف التوصيل العصبي للبوابه
- مشاكل في كيميائيات الجسم والانزيمات

## الأهمية الطبية
ضيق البواب هو أحد أهم الحالات المرضية التي تصيب البواب، وفي سرطان المعدة فإن أورام المعدة قد تسد القناة البوابية جزئيا. يوجد انبوبة خاصة يمكن زرعها جراحيا لتوصيل المعدة بالإثني عشر وبالتالي تسهل انتقال الطعام من المعدة وإليها وتسمى هذه الانبوبة بالدعامة البوابية.

## الصور

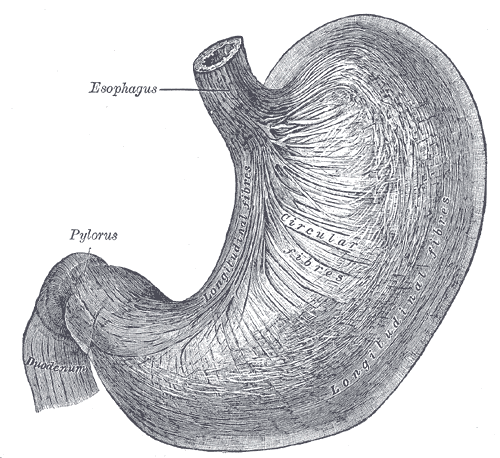
الألياف العضلية الطولية والدائرية للمعدة معروضة من الامام ومن أعلى
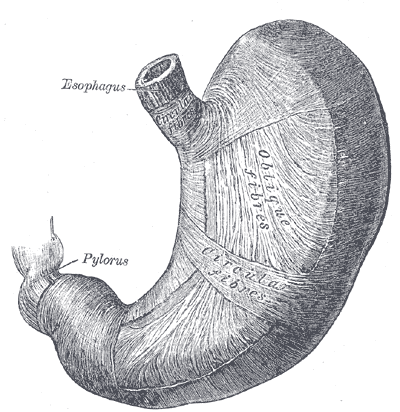
الألياف العضلية المائلة للمعدة معروضة من الامام ومن أعلى